# Cisco (Minnesota)
Cisco è l'insieme dei resti di una comunità non incorporata che si trova lungo la Soo Line Railroad e la US 59 nella Contea di Polk, Stati Uniti, all'incirca quattro miglia a nord della città di Erskine, Minnesota, .

## Storia
Iniziato con la costruzione della ferrovia, Cisco era una stazione d'acqua e raccordo ferroviario. Una volta, Cisco vantava un silos, un recinto per bestiame e una scuola, in aggiunta ai servizi ferroviari e a diverse abitazioni. Con la fine del treno a vapore la ferrovia non passò più da Cisco. Entro il 1983, Cisco si era ridotto a un paio di case; entrambe, come la città, sono solo un ricordo al giorno d'oggi.